# Фёдоров, Фёдор Викторович
Фёдор Викторович Фёдоров (род. 11 июня 1981, Апатиты, Мурманская область) — российский хоккеист, нападающий, мастер спорта международного класса. Бронзовый призёр чемпионата мира 2005 года в составе сборной России. Младший брат Сергея Фёдорова.

## Биография
Начинал карьеру в США, его первым клубом был «Детройт Литт Сизарс», за который он в сезоне 1997/98 выступал в Национальной хоккейной лиге Мичигана. 5 августа 1998 года заключил контракт с клубом «Детройт Вайперс» из Международной хоккейной лиги, который являлся фарм-клубом «Тампа Бэй Лайтнинг», но оказалось, что физически к профессиональному хоккею 17-летний игрок не готов, поэтому он покинул клуб уже 30 сентября. В сезоне 1998/99 выступал в Объединённой хоккейной лиге за клуб «Порт-Гурон Бордер Кэтс», в 42 матчах набрал 7 очков. На драфте НХЛ 1999 года 18-летнего Фёдорова под общим 182-м номером выбрал клуб «Тампа Бэй Лайтнинг», однако контракт с игроком не был заключён, поэтому ему предстояло вновь пройти процедуру драфта.
В 1999 году Фёдоров перешёл в юниоры и стал выступать за клуб «Уинсор Спитфайрз» в юниорской хоккейной лиге Онтарио. Через год он сменил команду на «Садбери Вулвз» из той же лиги. Сезон 2001/2002 стал успешным для Фёдорова, набравшего 78 очков (33+45) в 67 матчах. На драфте НХЛ 2001 года был выбран уже под общим 66-м номером клубом «Ванкувер Кэнакс». В сезоне 2001/02 играл за фарм-клуб «Кэнакс» «Манитоба Мус» из АХЛ, а также «Колумбия Инферно» из Хоккейной лиги Восточного побережья. В 2002 году Фёдоров провёл хороший тренировочный сбор с «Ванкувером» и получил шанс дебютировать в НХЛ. В сезонах 2002/03 и 2003/04 он провёл только 15 игр за «Кэнакс», набрал два очка. Большую часть времени проводил в «Манитобе», за которую он сыграл 116 матчей в трёх сезонах.
Во время лок-аута в сезоне 2004/05 Фёдоров вернулся в Россию. Играл вначале за московский «Спартак» (11 очков, 4+7 в 19 матчах), затем за магнитогорский «Металлург» (3 гола в 10 матчах). Защищал цвета сборной России на чемпионате мира 2005 года (1 передача в 6 играх). Вместе с командой стал бронзовым призёром чемпионата. 7 октября 2005 года «Ванкувер» обменял Фёдорова в «Нью-Йорк Рейнджерс» на Йозефа Балея. Заиграть в новом клубе россиянину не удалось, он провёл за «Рейнджерс» только три матча, не отметившись результативными действиями. Оставшуюся часть сезона Фёдоров провёл в АХЛ, сначала в составе «Хартфорд Вулф Пэк», затем в «Сиракьюз Кранч».
Сезон 2006/2007 начал в ярославском «Локомотиве», однако перестал попадать в состав и в феврале 2007 г. уехал в шведский «Мальмё».
Перед сезоном 2008/2009 подписал двухсторонний контракт с «Нью-Джерси Девилз». Однако не пробился в основной состав и вернулся в Россию.
В первом сезоне КХЛ выступал за «Нефтехимик» (Нижнекамск), забросив 9 шайб и сделав 13 передач в 32 играх. В 3 поединках плей-офф остался без результативных очков.
В 2009 году подписал контракт с «Металлург» (Магнитогорск), где выступал вместе со старшим братом.
В октябре 2010 года вернулся в «Нефтехимик» (Нижнекамск).
25 ноября 2010 года подписал контракт с подмосковным «Атлантом», в составе которого выиграл серебряные медали чемпионата КХЛ сезона 2010/2011. В финале «Атлант» проиграл уфимскому «Салавату Юлаеву».
По окончании сезона 2010/2011 перешёл в петербургский СКА, в котором провёл два сезона, и в сезоне 2012/2013 стал в его составе обладателем Кубка Континента.
Сезон 2013/2014 провел в московском ЦСКА.
11 октября 2014 года дебютировал за клуб «Лада» из Тольятти, где доиграл сезон 2014/2015 и принял решение не продлевать контракт с клубом.

## Статистика

### Клубная карьера
(данные до 2004 г. не приведены)
Последнее обновление: 25 февраля 2015 года
|             |                    |             | Регулярный сезон | Регулярный сезон | Регулярный сезон | Регулярный сезон | Регулярный сезон | Регулярный сезон | Плей-офф | Плей-офф | Плей-офф | Плей-офф | Плей-офф | Плей-офф |
| Сезон       | Команда            | Лига        | Игр              | Г                | П                | Очк              | +/-              | Штр              | Игр      | Г        | П        | Очк      | +/-      | Штр      |
| ----------- | ------------------ | ----------- | ---------------- | ---------------- | ---------------- | ---------------- | ---------------- | ---------------- | -------- | -------- | -------- | -------- | -------- | -------- |
| 2004/05     | Спартак Москва     | РСЛ         | 19               | 4                | 7                | 11               | 0                | 52               | --       | --       | --       | --       | --       | --       |
| 2004/05     | Металлург Мг       | РСЛ         | 10               | 3                | 0                | 3                | -1               | 22               | 5        | 2        | 0        | 2        | -2       | 30       |
| 2005/06     | Нью-Йорк Рейнджерс | НХЛ         | 3                | 0                | 0                | 0                | 0                | 6                | --       | --       | --       | --       | --       | --       |
| 2005/06     | Хартфорд Вулф Пэк  | АХЛ         | 38               | 2                | 15               | 17               | -1               | 80               | --       | --       | --       | --       | --       | --       |
| 2005/06     | Сиракьюз Кранч     | АХЛ         | 12               | 2                | 3                | 5                | -7               | 22               | 3        | 0        | 0        | 0        | -1       | 2        |
| 2006/07     | Локомотив Яр       | РСЛ         | 20               | 4                | 3                | 7                | 0                | 32               | --       | --       | --       | --       | --       | --       |
| 2006/07     | Мальмё Редхокс     | ШЭС         | 8                | 2                | 4                | 6                |                  | 51               | 10       | 4        | 10       | 14       |          | 55       |
| 2007/08     | Динамо Москва      | РСЛ         | 49               | 12               | 12               | 24               |                  | 119              | 9        | 0        | 3        | 3        |          | 24       |
| 2008/09     | Нефтехимик         | КХЛ         | 32               | 9                | 14               | 23               | -4               | 95               | 3        | 0        | 0        | 0        | 0        | 14       |
| 2009/10     | Металлург Мг       | КХЛ         | 36               | 5                | 8                | 13               | 7                | 110              | 8        | 0        | 0        | 0        | -2       | 20       |
| 2010/11     | Металлург Мг       | КХЛ         | 5                | 0                | 1                | 1                | 0                | 42               | --       | --       | --       | --       | --       | --       |
| 2010/11     | Нефтехимик         | КХЛ         | 8                | 2                | 1                | 3                | 0                | 10               | --       | --       | --       | --       | --       | --       |
| 2010/11     | Атлант             | КХЛ         | 27               | 9                | 17               | 26               | 15               | 53               | 24       | 4        | 6        | 10       | 3        | 65       |
| 2011/12     | СКА                | КХЛ         | 50               | 7                | 10               | 17               | 9                | 102              | 14       | 4        | 5        | 9        | 3        | 44       |
| 2012/13     | СКА                | КХЛ         | 38               | 6                | 4                | 10               | -1               | 42               | 10       | 1        | 1        | 2        | 2        | 39       |
| 2013/14     | ЦСКА               | КХЛ         | 35               | 1                | 3                | 4                | -1               | 73               | --       | --       | --       | --       | --       | --       |
| 2014/15     | Лада               | КХЛ         | 41               | 3                | 10               | 13               | 1                | 92               | --       | --       | --       | --       | --       | --       |
| Всего в КХЛ | Всего в КХЛ        | Всего в КХЛ | 272              | 42               | 67               | 109              | 26               | 619              | 59       | 9        | 12       | 21       | 6        | 182      |

### Сборная
| Год                   | Сборная               | Турнир                | Место                 |  | И | Г | П | О | Штр |
| --------------------- | --------------------- | --------------------- | --------------------- |  | - | - | - | - | --- |
| 1999                  | Россия (юниор.)       | ЮЧМ (до 18)           | 6                     |  | 7 | 0 | 0 | 0 | 8   |
| Всего (юниор. и мол.) | Всего (юниор. и мол.) | Всего (юниор. и мол.) | Всего (юниор. и мол.) |  | 7 | 0 | 0 | 0 | 8   |
| 2005                  | Россия                | ЧМ                    |                       |  | 6 | 0 | 1 | 1 | 2   |
| Всего (осн. сборная)  | Всего (осн. сборная)  | Всего (осн. сборная)  | Всего (осн. сборная)  |  | 6 | 0 | 1 | 1 | 2   |